# HEART STATION
HEART STATION 是宇多田光的第五張日文原創專輯，於2008年3月19日發行，日本銷量102萬，全球銷量135萬。
這是她以Utada名義4年前發行《EXODUS》，另一張銷量達至100萬的專輯。
至2008年7月3日，專輯內歌曲總共合法下載次數已經達到2000萬次，並為日本iTunes2008年度數位銷售1位。

## 概要
- 曲目名稱在先行單曲《HEART STATION/Stay Gold》的發售日被公開了。這次不像以前多數前作一樣把interlude放在最後一曲前面，而是放在中間。另外，從出道作以來習慣把主打單曲放在開頭的作法，這次也沒有了。
- 《HEART STATION》到《Kiss & Cry》這連續編排的五張單曲歌曲，是宇多田光本人仔細思考後的作法，這程序花了她兩周的時間決定。
- 與以Utada名義的第二張英語專輯《This Is The One》同時製作，2008年10月23日幾個曲子的Demo完成。同時，2009年2月初結束了母盤處理工作。
- 比過去的作品製作順暢(不過最後的數首歌曲由於要完成專輯的整體感，苦思了很久。) 整體來說是以輕鬆的心情製作，並呈現小小優雅氣息和自己輕鬆心情的專輯。如此坦率，以輕鬆心情製作的經驗是《First Love》以來頭一次。同時，說著「如果前作是種藍色，那這張的顏色就是紅和粉紅，或者橘色吧」。
- 製作理念，比以前簡單質樸，神秘和難解的音調與歌詞幾乎沒有；但同時專輯整體又有一種「死」的世界感，不存在現實世界的世界感。
- 長期參與宇多田光的作品的製片人三宅彰認為：過去的4張專輯，可以看出宇多田光的曲子通常是對著某一個特定的人而寫的，但本作卻似乎是對著無臉無形體的人，或非特定的多數人而寫。代表她10幾歲時主要注意的是認識的人，20多歲時則轉而對整個人類群體感興趣[4]。
- 專輯內《Prisoner Of Love》一曲為日劇《Last Friends》的主題曲，於5月21日重發單曲。
- 實體銷量超過102萬，這是繼她以Utada名義推出《EXODUS》四年以來，成為宇多田光另一張銷量破百萬的專輯。亦是繼First Love之後，連續十星期佔據Oricon排行榜前10的位置。
- HEART STATION被日本許多音樂評論家認為是日本個人女歌手的最後一張百萬原創專輯。

## 曲目
- 全曲作詞、作曲、編曲：宇多田光

- 除了《Flavor Of Life -Ballad Version-》由宇多田光、冨田謙及Alexis Smith共同編曲；《我是熊》由宇多田光及冨田謙共同編曲。

| 曲序 | 曲目                            | 时长 |
| ---- | ------------------------------- | ---- |
| 1.   | Fight The Blues                 | 4:10 |
| 2.   | HEART STATION                   | 4:36 |
| 3.   | Beautiful World                 | 5:17 |
| 4.   | Flavor Of Life -Ballad Version- | 5:25 |
| 5.   | Stay Gold                       | 5:14 |
| 6.   | Kiss & Cry                      | 5:06 |
| 7.   | Gentle Beast Interlude          | 1:13 |
| 8.   | Celebrate                       | 4:26 |
| 9.   | Prisoner Of Love                | 4:46 |
| 10.  | Take 5（，Teiku 5）             | 3:42 |
| 11.  | 我是熊（，Boku wa Kuma）        | 2:23 |
| 12.  | 七彩巴士（，Niji-iro Basu）     | 5:50 |
| 13.  | Flavor Of Life [Bonus Track]    | 4:46 |

## 曲目介紹
1. Fight The Blues：宇多田光首次將單曲未收錄的主打歌曲放在開頭。在專輯發售前放在互聯網下載。
2. HEART STATION：宇多田光第20張單曲《HEART STATION/Stay Gold》第一首歌曲。
3. Beautiful World：收錄在第19張單曲《Beautiful World／Kiss & Cry》，福音戰士新劇場版：序主題曲。
4. Flavor Of Life -Ballad Version-：單曲Flavor Of Life的B面歌曲，日劇花樣男子第二季主題曲，下載次數超過800萬次，成為當時的紀錄。
5. Stay Gold：第20張單曲《HEART STATION/Stay Gold》第二首歌曲。
6. Kiss & Cry：第19張單曲《Beautiful World／Kiss & Cry》歌曲，日清杯麵廣告。
7. Gentle Beast Interlude：Interlude歌曲，與Celebrate連接，亦有使用HEART STATION部份內容。
8. Celebrate：與Gentle Beast Interlude，是宇多田光首次與Interlude接續的歌曲。
9. Prisoner Of Love：電視劇最後的朋友主題曲，在專輯發售後再發售單曲。這是她繼First Love後，推出專輯後再重發單曲。
10. Take 5：創作Celebrate前完成的歌曲。
11. 我是熊：第17張單曲，是宇多田光第一首兒歌單曲。
12. 彩虹巴士：製作此歌曲時曾表示是她狀態最好的時候。
13. Flavor Of Life：Flavor Of Life單曲，列為bonus track。

## 銷售情況
根據Oricon所發佈的銷量報告，自2008年3月24日統計，首週銷量達480,081張，躍升為銷量冠軍的歌曲。一度成為2008年銷量最高的專輯。
她所發行的五張專輯均打進Oricon榜首，平了THE CHECKERS、光源氏及近畿小子的紀錄。
自3月19日發行起，首週所計算的銷量並不包括首個星期一發行的數量，實際上已售出21,600張，合共已賣出501,681張。相對同時發行柴咲幸專輯Single Best，銷量比率是1:4（也是同時另一張銷量超過10萬的專輯）。 3月20日止，官方發佈首天已賣224,000張，首四天的銷量達357,554張。2008年3月25日每日銷量趺至第二位，被放浪男孩的Catchy Best超越。之後在銷售榜一直維持在第二至第三位。比同期對手，如青山黛瑪的首張專輯DIARY為多。
在Itunes3月25日統計的下載排名中，HEART STATION排行第一以及有大量下載次數。Billboard日本在3月31日統計數碼發傖數據，宇多田光成為百大歌手中排行第一。在iTunes百大排名中，16首是宇多田光的歌曲，Prisoner Of Love排行第一，緊接Fight The Blues排行第七，在專輯榜HEART STATION排行第一，另外有三個專輯亦打進百大之內。此歌曲在台灣打進風雲榜的第二（J-pop組別第一）。在香港首週排行第四，第二星期排行第二。2008年4月8日在韓國的Hanteo排行榜排行第八。在美國方面#56 on the Itunes排行榜最高排名達至56位。
5月13日，Barks.jp公佈所專輯所發行的歌曲下載次數超過1500萬次。

12月2日，Tower Records Japan公佈了2008年度最佳銷量的專輯，HEART STATION排行第二，僅次於安室奈美惠的BEST FICTION 
一天後Itunes日本公佈年度下載排名，HEART STATION排行第一，連帶單曲Prisoner Of Love在單曲下載榜排行第三。

## 日本銷售（實體銷售）
| 發售日期      | 排行榜            | 最高排名 | 首週銷量 | 總銷量     | 上榜週數 |
| ------------- | ----------------- | -------- | -------- | ---------- | -------- |
| 2008年3月19日 | Oricon 每日銷售榜 | #1       |          |            |          |
| 2008年3月19日 | Oricon 每週銷售榜 | #1       | 480,081  | 1,021,982* | 56 週*   |
| 2008年3月19日 | Oricon 每月銷售榜 | #1       |          |            |          |
| 2008年3月19日 | Oricon 年度銷售榜 | #5       |          | 1,011,373  |          |